# Weltanschauungspartei
Weltanschauungspartei ist ein von Max Weber geprägter Begriff der Parteienforschung. Die Politik von Weltanschauungsparteien richtet sich auf die Artikulation und Durchsetzung von Idealen einer Weltanschauung. Die Charakterisierung von Parteien orientiert sich so an deren Zielsetzung. Die heutigen deutschen Parteien der Mitte und ihre Vorläufer können in ihren Anfängen im Deutschen Kaiserreich bzw. in der Weimarer Republik auch als Weltanschauungsparteien charakterisiert werden.